# Francisco Gómez y Argüelles
Francisco Gómez y Argüelles (* 1810 Juticalpa, Departamento Olancho; † 25. Juli 1854 vor Jalteva, Honduras) war vom 1. Februar bis 1. März 1852 und vom 9. Mai bis 31. Dezember 1853 Präsident von Honduras.

## Leben
Seine Eltern waren Nora Argüelles und Francisco Gómez Midence.
Er heiratete Nieves Cabañas Fiallos, eine Schwester von José de la Trinidad Francisco Cabañas Fiallos.
Francisco Gómez y Argüelles war Mitglied der Partido Liberal de Honduras.
Francisco Gómez y Argüelles war Anwalt und General.
In seiner zweiten Amtszeit bildete Juan Nepomuceno Fernández Lindo y Zelaya mit dem Präsidenten von El Salvador, Doroteo Vasconcelos Vides eine liberale Allianz, um der Regierung José Rafael Carrera Turcios in Guatemala den Krieg zu erklären. Die alliierten Truppen drangen in das Staatsgebiet von Guatemala ein und wurden von den guatemaltekischen Truppen in der Schlacht von San José La Arada am 2. Februar 1851 geschlagen. Anschließend war Nepomuceno Fernández nicht mehr Präsident.
Francisco Gómez y Argüelles wurde geschäftsführender Präsident, während die Parlamentsabgeordneten Francisco López, Vicente Vaquero und León Alvarado nach El Salvador reisten und seinem Schwager José de la Trinidad Francisco Cabañas Fiallos seine Ernennungsurkunde zum Präsidenten überbrachten.
Die Partido Liberal setzte 1853 ihre Aggression gegen den konservativen Carrera auch unter José de la Trinidad Francisco Cabañas Fiallos fort. Zu diesem Zweck gab Cabañas die Amtsführung an seinen Stellvertreter José Santiago Bueso Soto, der seinen Rücktritt beantragte, weshalb das Parlament Gómez zum Präsidenten wählte. Als Präsident dekretierte er ein Handelsverbot mit Guatemala.
Cabañas schickte Gómez 1854 zur Unterstützung der liberalen Partido Democrático (Nicaragua), welche sich beim Militärdienstleister Byron Cole die Dienste von William Walker (Söldner) und seinen Filibusterpiraten eingekauft hatte, nach Nicaragua.
Am 16. Juli 1854 wollte Gómez einen Ort in der Nähe von Granada (Nicaragua) besetzen lassen. Dieser wurde von Truppen unter Fruto Chamorro Pérez und der Cholera verteidigt. Am 25. Juli 1854 erlag Francisco Gómez y Argüelles der Cholera.